# أندرو كيركباتريك (سياسي)
أندرو كيركباتريك هو محامي وقاضي وسياسي أمريكي، ولد في 1756، وتوفي في 1831 في نيو برونزويك في الولايات المتحدة. انتخب عضو جمعية نيوجيرسي العامة ‏.